# Lubieszów (powiat żagański)
Lubieszów (przed 1945 niem. Liebsen) – wieś w Polsce położona w województwie lubuskim, w powiecie żagańskim, w gminie Wymiarki. Leży na północnym skraju Borów Dolnośląskich. 
W latach 1975–1998 miejscowość należała administracyjnie do województwa zielonogórskiego.